# Hyledelphax elegantula
Hyledelphax elegantula är en insektsart som först beskrevs av Karl Henrik Boheman 1847.  Hyledelphax elegantula ingår i släktet Hyledelphax och familjen sporrstritar. Inga underarter finns listade i Catalogue of Life.